# أتريماوية
الأتريماوية (الاسم العلمي: Eutremeae) هي قبيلة من النباتات تتبع فصيلة الكرنبية من الرتبة الكرنبيات.

## أجناس الأتريماوية
- الأتريمة